# Château des évêques de Montpellier
Le château des évêques de Montpellier, dit localement château de Lavérune, est un ancien édifice religieux du XVIIIe siècle bâti sur l'emplacement d'une demeure du XVIe siècle, elle-même ayant succédé à un château féodal du XIIe siècle.
Situé sur la commune de Lavérune, il est présenté par la direction régionale des Affaires culturelles (DRAC), en 2018, comme l'un des plus grands parcs historiques du département de l'Hérault avec une surface de près de 40 hectares à l'intérieur d'une longue enceinte de près de 3,5 km.

## Historique

### Frézouls de la Verune
La famille Fredol (Frézouls) est mentionnée dès le Xe siècle, en 975, comme propriétaire du premier château. À l'époque de l'évêque de Maguelone, Ricuin II, le domaine de Lavérune est un fief dépendant de l'évêché de Montpellier et du Montpelliéret. Béranger de Frédol et ses successeurs occupent les lieux avec des fonctions ecclésiastiques aux XIIIe et XIVe siècles. À partir du XVe siècle, le domaine est lié avec les biens de plusieurs familles fidèles aux rois de France. En mai 1579, alors que la peste sévit dans la ville de Montpellier, les Pelet, descendants des comtes de Melgueil, où l'édifice est jugé suffisamment honorable et riche, accueillent Catherine de Médicis,.
En 1622, il est le quartier général de Louis XIII pour commander le siège de Montpellier. Le domaine est vendu à un noble protestant Daniel de Gallières, en 1626. Il fait réaliser des aménagements dans le parc dont un canal-réservoir à partir de la source des Abymes (Vidourle) destiné à la pisciculture nommé le « grand vivier ».
En 1692, survient le décès du 5e comte de Lincoln (époux de Jeanne de Gallières, morte en 1688[réf. nécessaire]). De cette même année, Monseigneur de Pradel échange la baronnie de Sauve contre le château et terre de « La Vérune » avant de mourir en 1696,. Il fait réaliser les plus importantes transformations des jardins et du parc d'une superficie de 24 ha qui garderont cet aspect durant un siècle.
Son successeur, Monseigneur de Croissy (1696-1738), neveu du ministre de Louis XIV, Jean-Baptiste Colbert, vit dans le domaine durant quarante années. Il fait d'importants aménagements en transformant le parc et son château en une résidence somptueuse. Avec le rachat des terres voisines, la superficie du parc atteint 44 hectares. Tout en faisant de nouvelles allées, il fait améliorer l’irrigation des lieux pour maintenir l'embellissement des parterres à la française et des fontaines composées de leurs jets d'eau. L'autonomie est obtenue avec l'installation d'un moulin à huile, d'une porcherie, d'un jardin potager, de prairies et de vignes. Il confie à l'architecte, Charles Daviler, la réalisation de la construction d'une nouvelle aile du château et un agrandissement des communs, ce dernier meurt, en 1701, avant la fin des travaux. L'architecte Desplans continue les réalisations en ajoutant un étage aux bâtis existants et en édifiant une chapelle décorée de marbre. Les travaux sont interrompus en 1723 et deux ans plus tard, l'architecte Estienne Giral intervient pour effectuer des réparations,.
En 1754, Monseigneur de Villeneuve occupe le château. Il équipe le parc de nouveaux systèmes hydrauliques, de 1748 à sa mort (en 1766), avec la découverte d'une nouvelle source et l'amélioration des sources de « la Napette », « la Tourtoulière » et du « bassin à jet d'eaux de la Fauvette », dont l'installation d'un important puits à roue. Après la mise en valeur des plantations des allées du grand parc et des parterres de buis prolongeant la grande terrasse jusqu'au « grand vivier », le château se dote de nouvelles façades conçues par les architectes Jacques Desfour et Claude Projet. Après avoir effectué des travaux de consolidation pour un second étage, déplacé l'escalier d'honneur et transféré l'entrée principale d'une façade à l'autre, le salon de musique « à l'italienne », joyau de cet ensemble architectural, est réalisé. Reprenant la mode sous Louis XV, ses murs sont ornés de fines gypseries représentant des instruments de musique, des angelots et des trophées de chasse comme dans le salon du prestigieux château de la Mosson,. Le château devient une résidence d'été et passe entre les mains de Monseigneur de Durfort et Monseigneur de Malide.
En 1789, la demeure est saisie comme tous les biens du Clergé. Le 13 avril 1791, le domaine, comprenant le château et le parc de Lavérune entouré de ses murs, est adjugé à Louis Pégat pour le compte de Jean-Jacques Brunet ou Brunet de La Vérune,. Il défriche les prairies en mauvais état et obtient des céréales, puis attiré par l'arboriculture, il fait planter une allée de cèdres du Liban, puis de magnolias et de cyprès chauves. Le domaine devient un laboratoire d'expériences végétales. La propriété est abandonnée à la suite de la mort prématurée du propriétaire puis de son fils. Vendue à la famille Durand (baron Durand-Fajon ou Achille Durand), elle est cédée au propriétaire suivant le 12 octobre 1895.
Au XXe siècle, le château est la propriété de Louis Petit, ou Luis Petit, qui arrache une partie des arbres pour planter des vignes.
Faisant suite à une opération immobilière désastreuse, la mairie de Lavérune décide d'acheter le château et son parc en 1972,. Il s'ensuit, vingt ans plus tard, la réalisation d'un musée au premier étage avec la donation d'une collection privée par le professeur d'anglais : Roland Hofer-Bury,.
La mairie de la commune inaugure, le 8 septembre 2012, la restauration des travaux effectués dans le salon de musique pour un montant total de 470 000 €. Il accueille des concerts et des expositions toute l'année et peut être visité lors des Journées du patrimoine et d'animations festives,.

## Musée Hofer-Bury
Créé en 1992 et géré par l'association les « Amis du Musée Hofer-Bury », le musée municipal assure un roulement des expositions dans le fonds existant, accueille des artistes pour des expositions temporaires, réalise des conférences et organise des sorties culturelles. Il possède une collection protéiforme qui est le fruit de la donation du collectionneur éponyme. Il dispose de plus de 1 300 œuvres qui composent le fonds d'artistes régionaux et d'importantes donations viennent régulièrement enrichir la collection permanente,. En 2012, le musée a fêté ses vingt ans d’existence.
Pour n’en citer que quelques-uns :
- Éric Battista ;
- Vincent Bioulès ;
- Germaine Bourgeois ;
- Pierre Cayol ;
- Georges Dezeuze ;
- René Doumergue[27] ;
- Henri Rouvière[28] ;
- Hervé di Rosa ;
- Thomas Verny[29].

## Protection

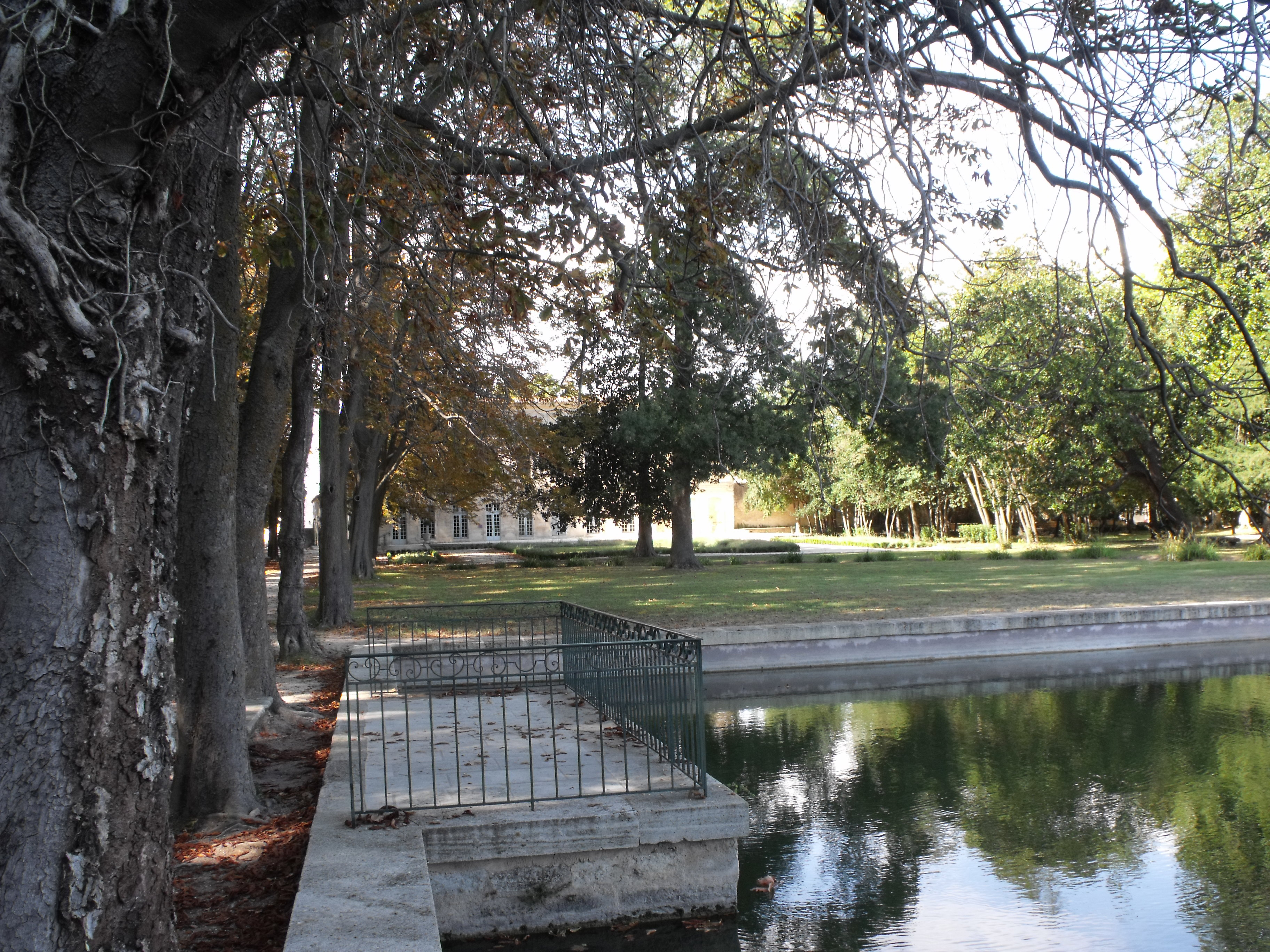
Bassin, jardin et façade du château.

Les façades et toitures du château, ainsi que le salon aux gypseries font l’objet d’une inscription au titre des monuments historiques depuis le 23 juillet 1973. Les arrêtés suivants n'ont pas annulé cet ancien arrêté.
Le château avec son parc, tant pour la partie communale que pour le bosquet privé, fait l’objet d’une inscription au titre des monuments historiques depuis le 23 février 1998.
La porte fortifiée de l'ancien château donnant vers le centre de la commune, ainsi que le salon de musique du château avec son décor de gypseries font l’objet d’un classement au titre des monuments historiques depuis le 6 décembre 2000.
Son système hydraulique et de ses plantations ont été réhabilités, au milieu des années 2000 sous le contrôle de la direction régionale des Affaires culturelles (DRAC). La canopée que représente les platanes est visible à des kilomètres à la ronde, dont le houppier de ces derniers avoisine les 50 mètres. Le laboratoire d'étude indépendant mentionne le caractère exceptionnel,.

## Galerie

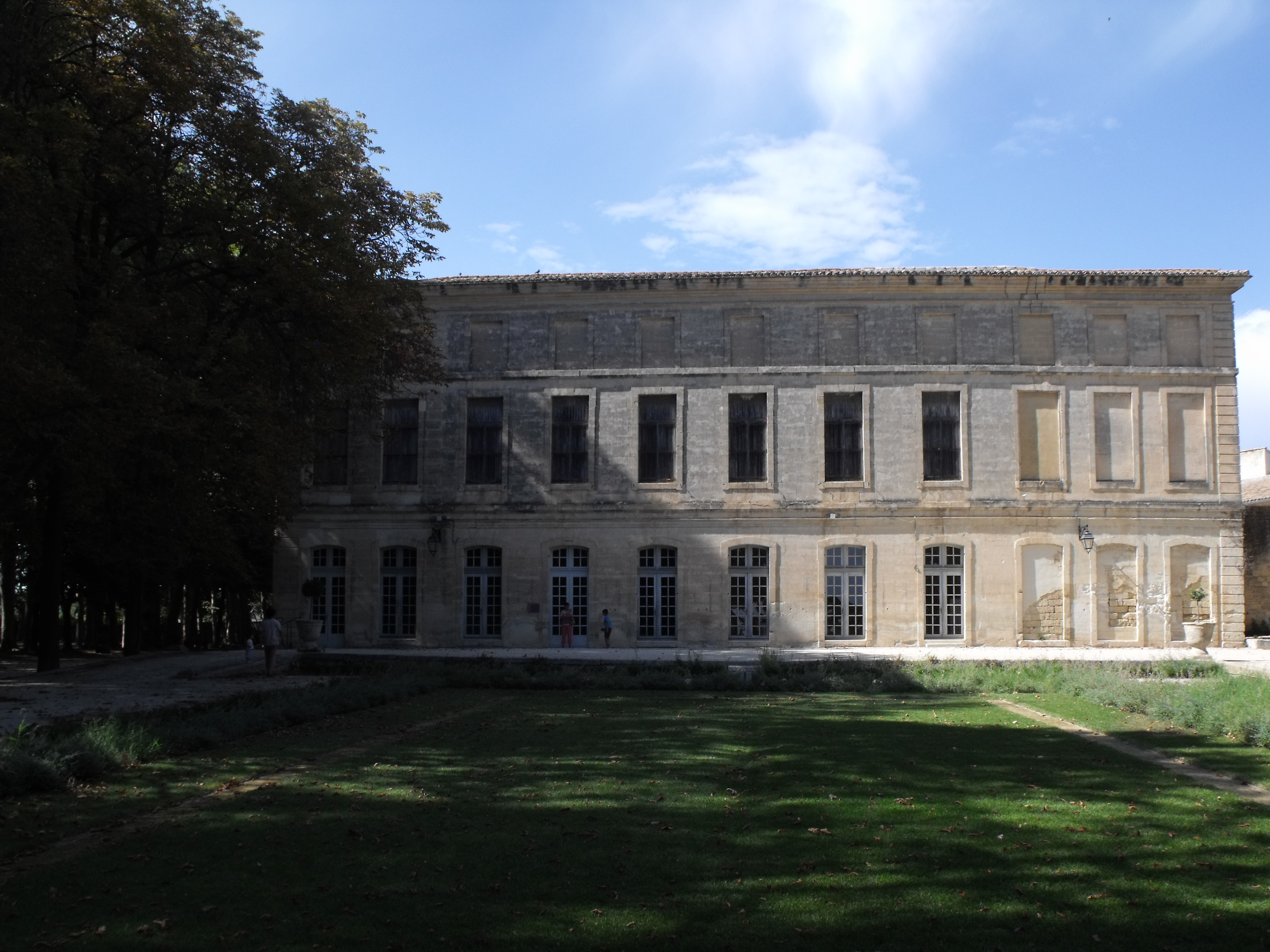
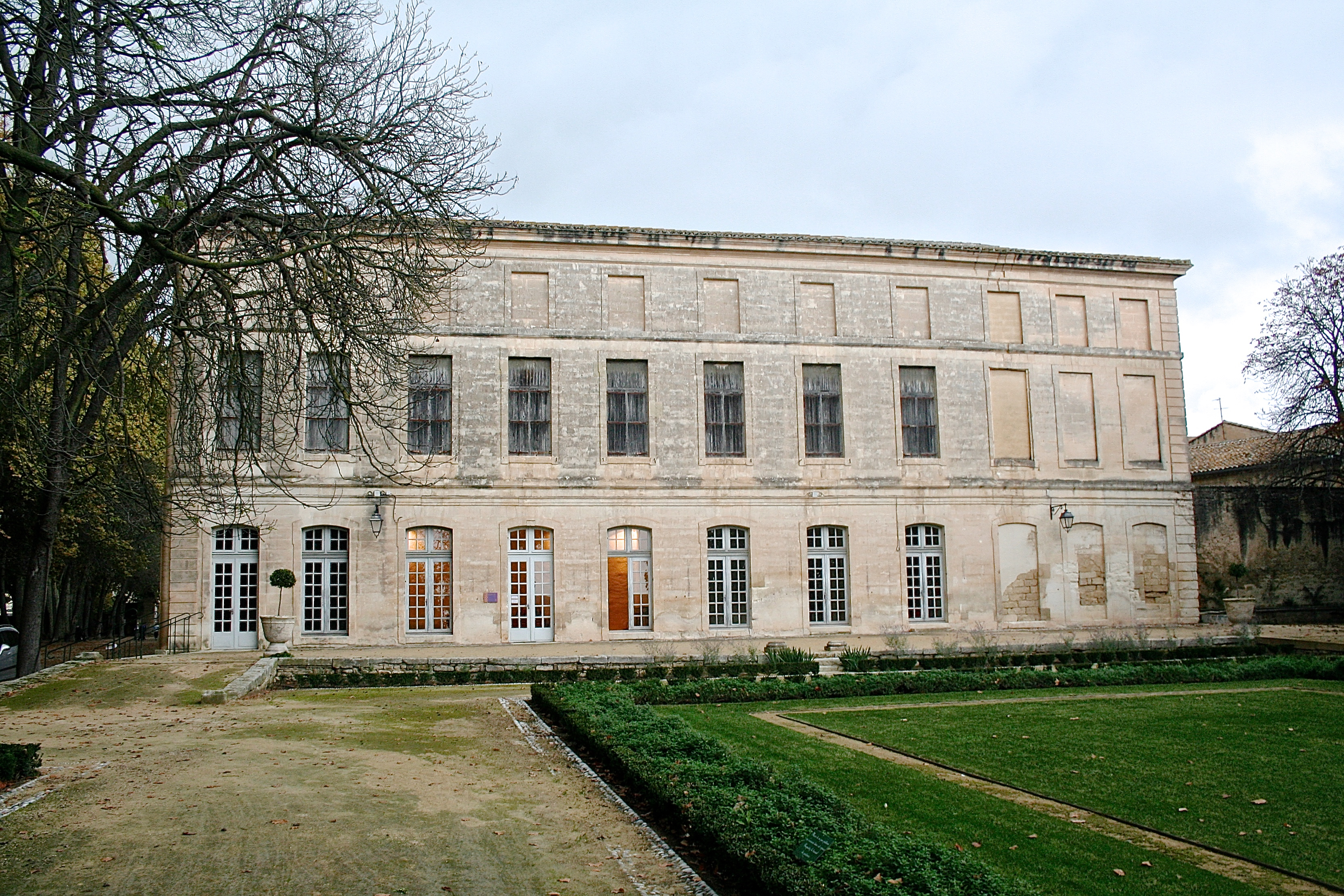
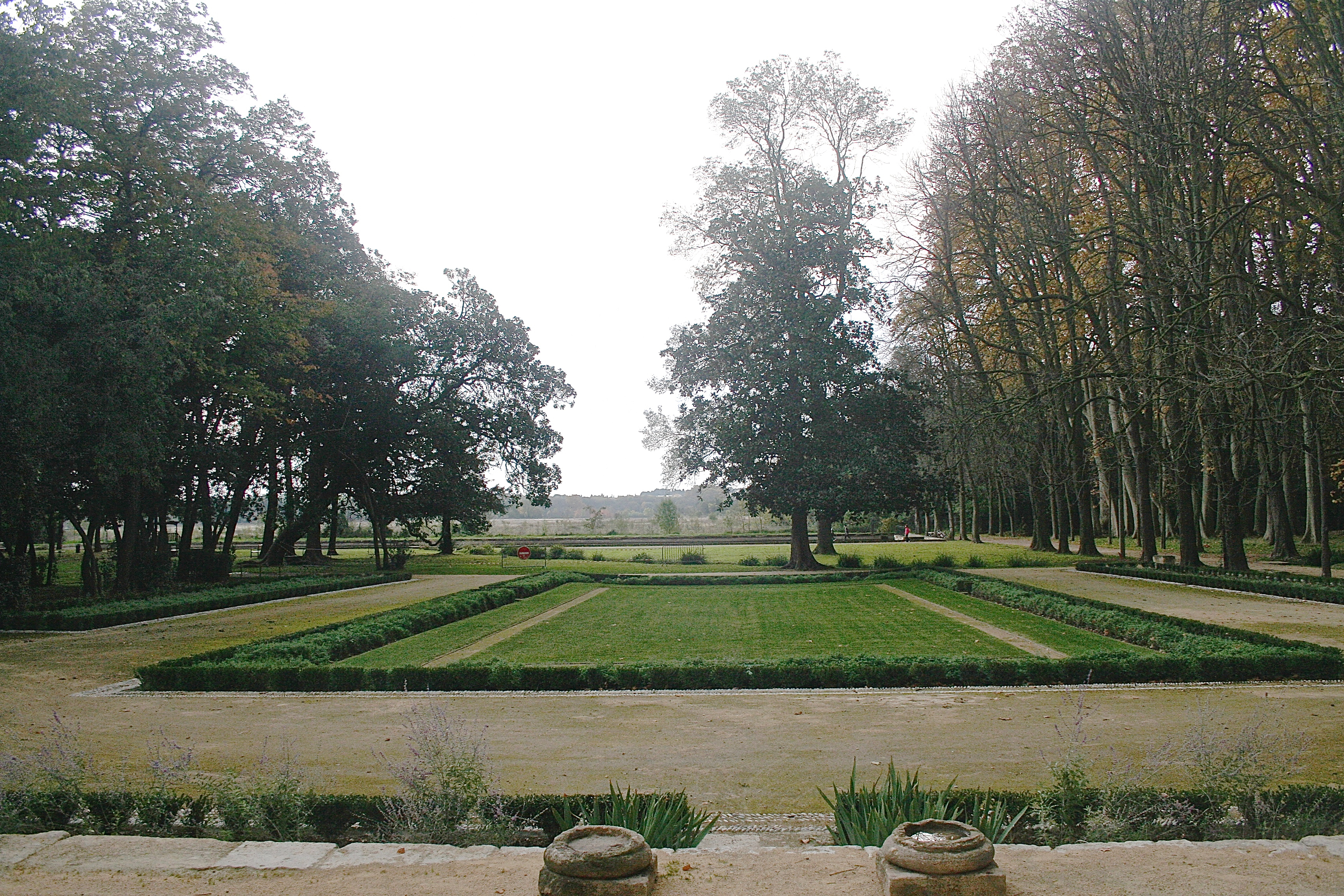
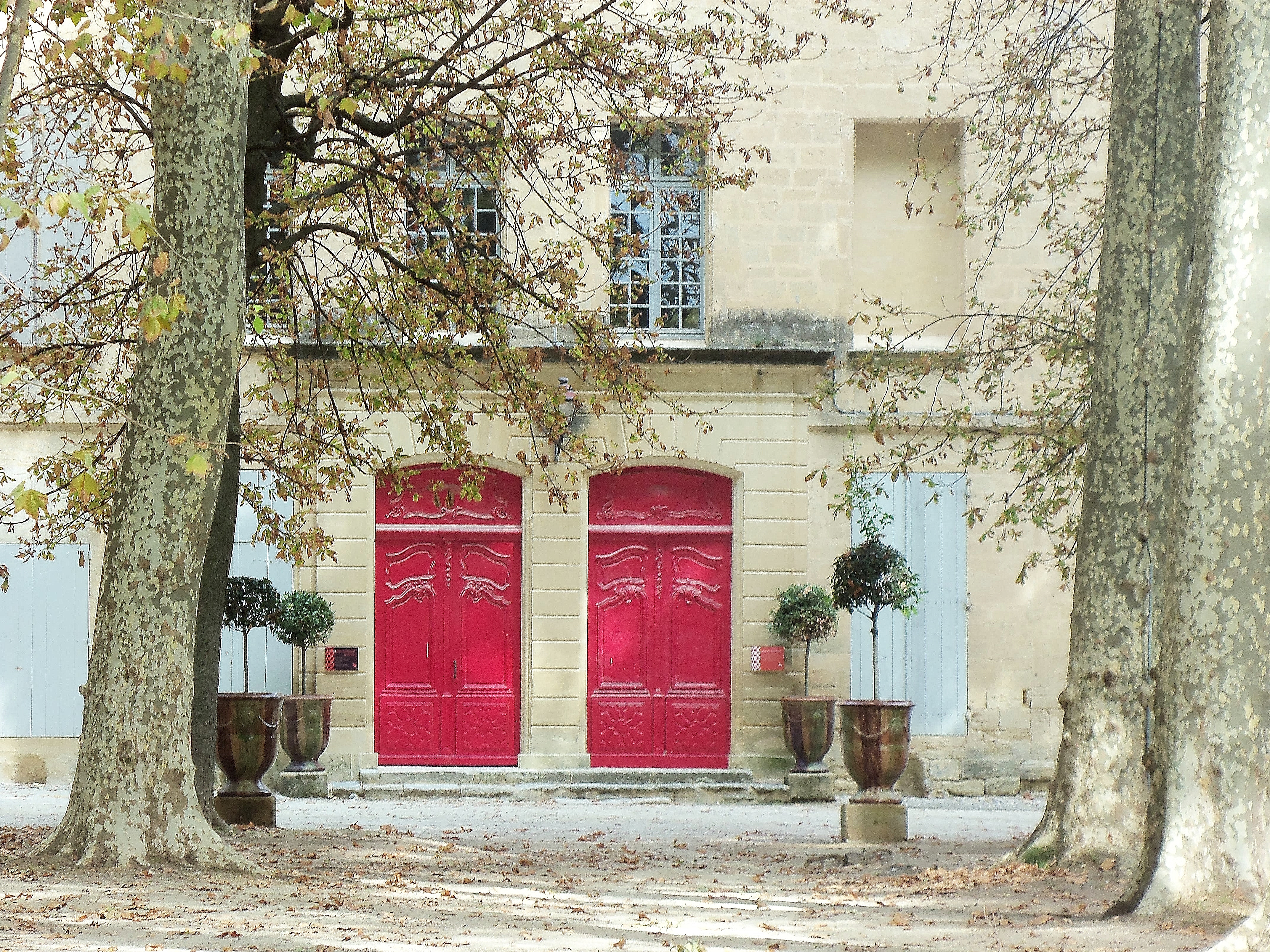
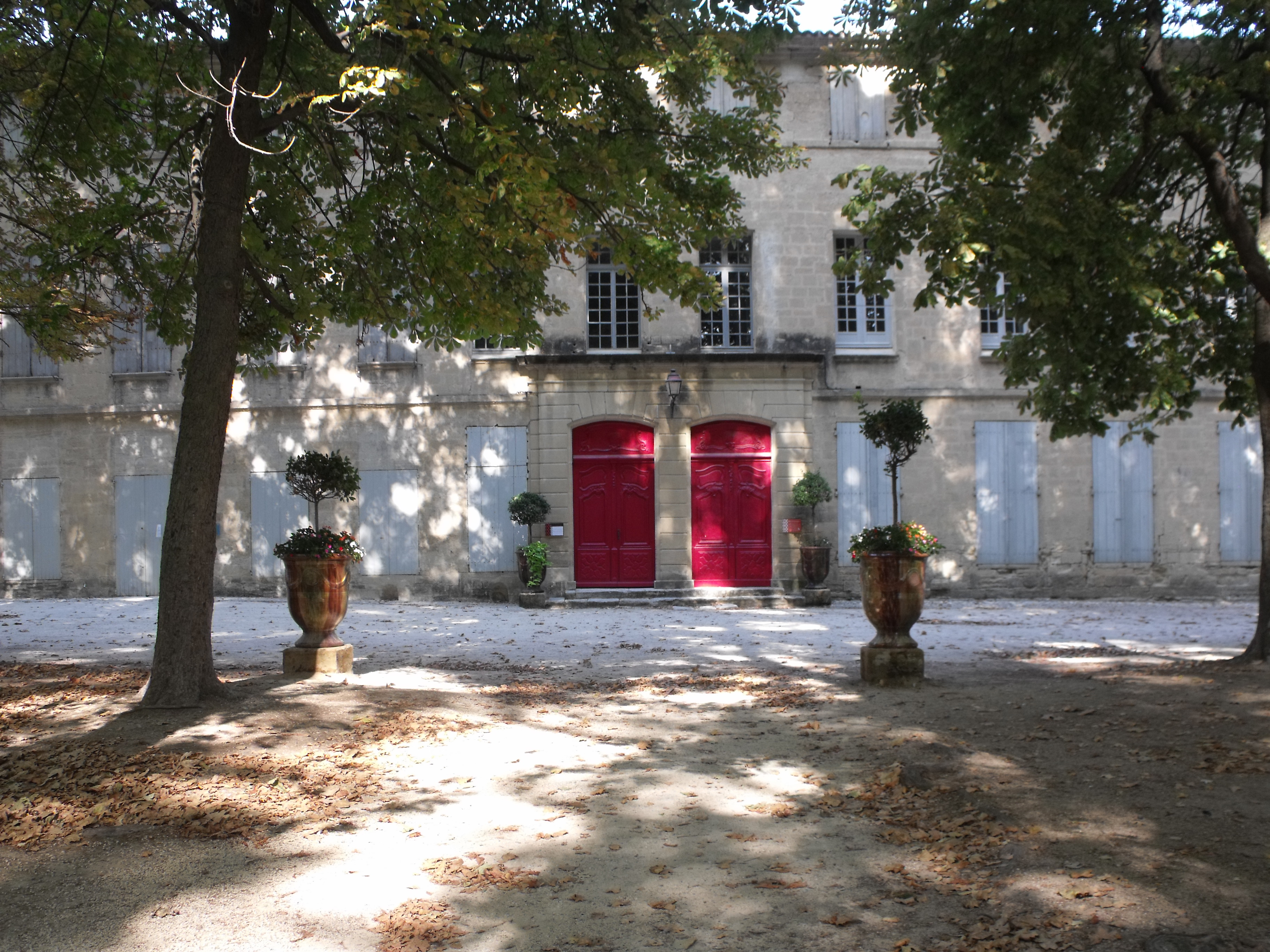
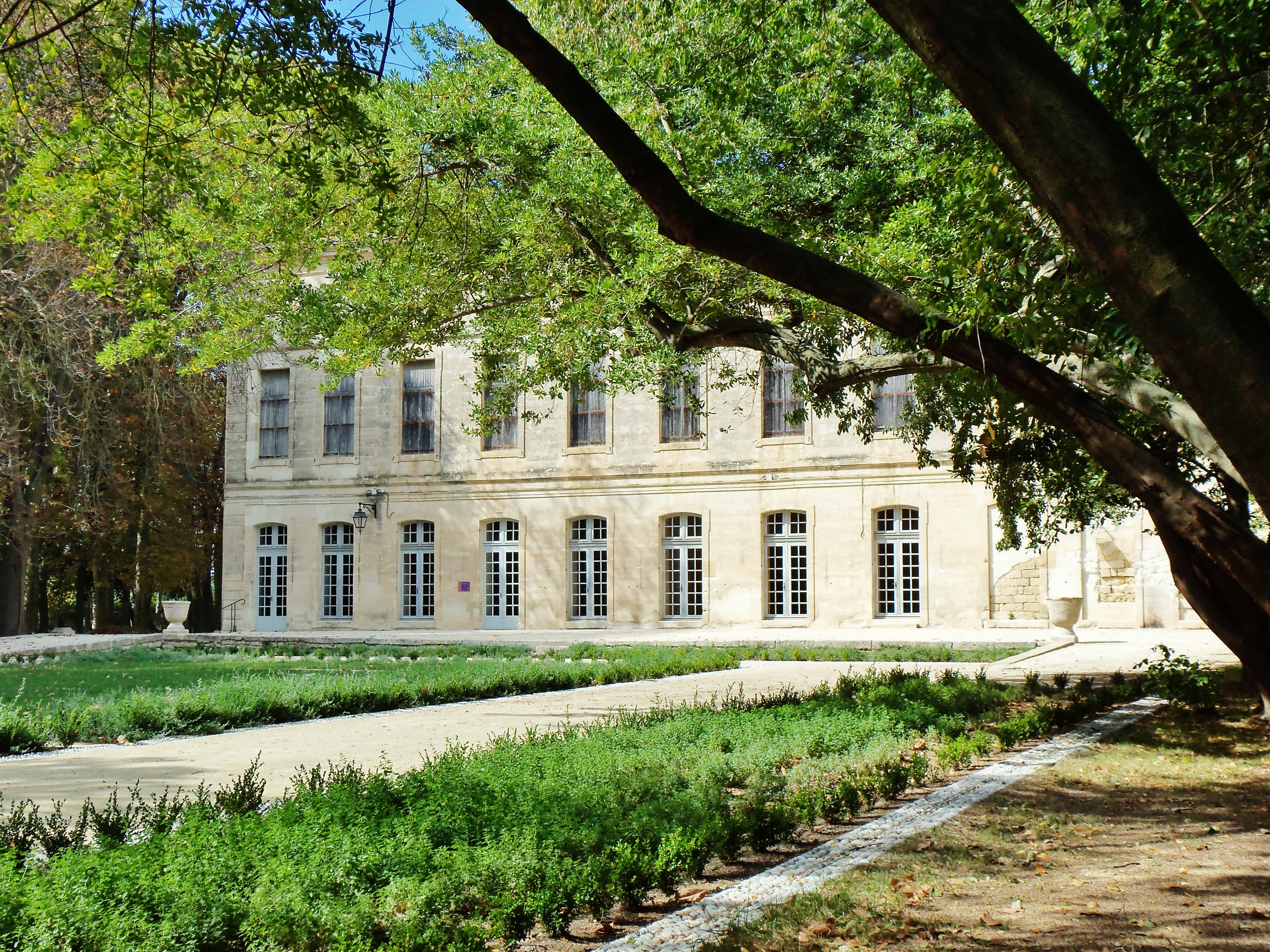

## Sources et références
Sources
- Albert Leenhardt (1864-1941), Quelques belles résidences des environs de Montpellier, Montpellier, Causse, Graille et Castelnau, 1931, 32 héliogravures et carte, 182, 23 cm (ISBN 2-85203-140-X, OCLC 799132118, BNF 32501648, SUDOC 011741074, présentation en ligne, lire en ligne [PDF]), p. 81 à 90.
- Ministère de l'Éducation nationale, Inscription à l’inventaire supplémentaire des monuments historiques : Historique du château, Paris, Direction générale de l'Architecture, 1954, 69 p., 21,5 × 29,7 cm (Notice no PA00103473, lire en ligne [PDF]), p. 2 à 5, 12, 13, 18 à 20 et 25.

Références
1. 1 2 3 4 5 6 7 8  Alix Audurier-Cros, « Quelques systèmes hydrauliques remarquables dans les jardins d'Occitanie : Le Domaine de Lavérune », Lettre d'information des patrimoines en Paca, direction régionale des Affaires culturelles (DRAC), no 40,‎ janvier 2018, p. 32-35 (présentation en ligne, lire en ligne, consulté le 6 février 2019)
2. ↑  Gérard Cholvy (dir.), Abbé Xavier Azéma, Michel Chalon, Mireille Laget et Henri Vidal, Histoire du diocèse de Montpellier, t. 4, Paris, Éditions Beauchesne, coll. « Histoire des diocèses de France », 1976, br., 336, in 8° (ISBN 978-2-7010-0164-7, présentation en ligne, lire en ligne), p. 38.
3. ↑  Ministère de l'Éducation nationale 1954, p. 2.
4. ↑  Albert Leenhardt 1931, p. 82.
5. ↑  Marc Gauer, « Histoire et généalogie de la famille Pelet et de ses alliances », Collection Cahiers ardéchois,‎ 2015 (présentation en ligne, lire en ligne, consulté le 6 février 2019).
6. 1 2 3 4 5  Jean-Michel Mart, « Le château de Lavérune, toute une histoire », sur Midi-Libre, 23 juillet 2012 (version du 30 septembre 2017 sur Internet Archive) (consulté le 6 février 2019).
7. ↑  Lavérune, publié sur le site de Montpellier Méditerranée Métropole (consulté le 6 février 2019).
8. ↑  (en) Edward Clinton (1650-1692), publié sur le site The Travel Journal of Dr Martin Lister (1639-1712) (consulté le 6 février 2019).
9. ↑  [PDF] « Ils ont fait le Terral », page 9/14, publié le 27 janvier 2011 par Jean-Pierre Dufoix, sur le site de l'Académie des sciences et lettres de Montpellier (consulté le 6 février 2019).
10. ↑  Jean Pierre Thomas et Eugène Thomas, Mémoires historiques sur Montpellier et sur le département de l'Hérault, Paris, Gabon, 1827, XII, fig. et carte, 468, in-8° (OCLC 27142390, BNF 31460839, SUDOC 007587732, présentation en ligne, lire en ligne), p. 195 (consulté le 6 février 2019).
11. ↑  Ministère de l'Éducation nationale 1954, p. 12.
12. ↑  Marcel Gouron (1900-1982), Répertoire numérique des archives départementales antérieures à 1790 : Hérault archives ecclésiastiques. Série G. Clergé séculier, Montpellier, Archives départementales, 1970, 268 p., 31 cm (OCLC 490861630, BNF 35451422, SUDOC 054023238, présentation en ligne, lire en ligne), p. 60 (repère G 1310).
13. 1 2 3 4  Le château des Évêques et son parc, publié sur le site de la mairie de Lavérune (consulté le 6 février 2019).
14. ↑  Eugène Thomas, Essai historique et descriptif sur Montpellier : pour servir de guide dans cette ville et dans ses environs, Montpellier, Castel, 1836, 184 p., in-8° (OCLC 44576927, BNF 36392993, SUDOC 051047349, présentation en ligne, lire en ligne), p. 142 (consulté le 6 février 2019).
15. ↑  Albert Leenhardt 1931, p. 87.
16. ↑  [PDF] Membre de 1795 à 1816 : Brunet de La Vérune, page 3 sur 5, publié le 21 février 2017 par Jean-Paul Legros, sur le site de l'Académie des sciences et lettres de Montpellier (consulté le 11 février 2019).
17. ↑  Albert Leenhardt 1931, p. 87 et 88.
18. ↑  Ministère de l'Éducation nationale 1954, p. 13.
19. ↑  Site de Roland Hofer-Bury (consulté le 8 février 2019).
20. 1 2  « Visite au musée Hofer-Bury », Le MMMag, Montpellier Méditerranée Métropole, Chirripo, no 26,‎ avril 2017, p. 1/3 (présentation en ligne, lire en ligne [PDF], consulté le 8 février 2019) (consulté le 8 février 2019).
21. ↑  Mairie de Lavérune, « Inauguration du salon de musique : Le Domaine de Lavérune », Écho Lavérunois, no 73,‎ octobre 2012, p. 4 (présentation en ligne, lire en ligne, consulté le 6 février 2019).
22. ↑  Château des Évêques - musée Hofer-Bury, publié en 2016 par Dominique Charles, sur le site journees-du-patrimoine.com (consulté le 8 février 2019).
23. ↑  Association Les amis du Musée Hofer Bury, publié sur le site net1901.org (consulté le 8 février 2019)
24. ↑  Association Amis du Musée Hofer-Bury, publié sur le site de la Fédération Française des Sociétés d’Amis de Musées (consulté le 8 février 2019)
25. ↑  « Lavérune : du nouveau au musée Hofer Bury », 28 février 2017, Midi-Libre (consulté le 8 février 2019)
26. ↑  Le musée Hofer Bury fête ses 20 ans, publié le 18 mai 2012 sur le site du Midi-Libre (consulté le 8 février 2019)
27. ↑  [PDF] Biographie de René Doumergue, page 10/12, publié le 26 février 2008 sur le site museedemillau.fr (consulté le 8 février 2019)
28. ↑  [PDF] Henri Rouvière, page 1/1, publié le 30 mars 2015 sur le site arpac.nomadi.fr (consulté le 8 février 2019)
29. ↑  Biographie de Thomas Verny, page 10/12, publié sur le site docksud-artgallery.com (consulté le 8 février 2019)
30. 1 2 3  Notice no PA00103473, sur la plateforme ouverte du patrimoine, base Mérimée, ministère français de la Culture
31. ↑  « Grand Angle », Le MMMag, Montpellier Méditerranée Métropole, Chirripo, no 28,‎ juin 2017, p. 1/1 (présentation en ligne, lire en ligne [PDF], consulté le 11 février 2019) (consulté le 11 février 2019)
32. ↑  Les platanes « gratte-ciel » de Lavérune, Hérault, publié 16 octobre 2015 sur le site lestetardsarboricoles.fr (consulté le 7 février 2019)